# Suwałki-korridoren
Suwałki-korridoren/Suwalki-hullet er et tyndt befolket område langs Polen og Litauens fælles grænse, som er navngivet efter den nærliggende polske by Suwałki. Udtrykket kommer af at området ligger mellem den russiske enklave Kaliningrad og hviderussiske grænse, hvilke har gjort at områdets sårbarhed er blevet fremhævet, fordi at korridoren er den eneste landforbindelse mellem Baltikum og deres europæiske allierede i NATO og EU.
Området anses som NATOs svageste punkt og er et klart militær mål for Rusland, for hvis der skulle udbryde krig ville indtagelse af området sikre landforbindelse fra Belarus til Kaliningrad og derudover vil det sikre en større isolering af Estland, Letland og Litauen, som, i tilfælde af en indtagelse af korridoren, ville blive nødt til at blive suppleret via vand eller luft. Dette har gjort at Suwalki-korridoren har været en del af flere krigspil